# Lost Springs (Wyoming)
Lost Springs is een plaats (town) in de Amerikaanse staat Wyoming, en valt bestuurlijk gezien onder Converse County.

## Demografie
Bij de volkstelling in 2000 werd het aantal inwoners vastgesteld op 1. In 2006 is het aantal inwoners door het United States Census Bureau geschat op eveneens 1.

## Geografie
Volgens het United States Census Bureau beslaat de plaats een oppervlakte van 0,2 km², geheel bestaande uit land. Lost Springs ligt op ongeveer 1523 m boven zeeniveau.

## Plaatsen in de nabije omgeving
De onderstaande figuur toont nabijgelegen plaatsen in een straal van 88 km rond Lost Springs.